# Рікі Беррі
Рікі Беррі (англ. Ricky Berry, 6 жовтня 1964, Лансінг — 14 серпня 1989, Кармайкл) — американський професіональний баскетболіст, що грав на позиції легкого форварда за команду НБА «Сакраменто Кінґс». Гравець національної збірної США.

## Ігрова кар'єра
Починав грати у баскетбол у команді старшої школи «Лайв Оук» (Морган-Гілл). На університетському рівні грав за команди «Орегон Стейт» (1983–1984) та «Сан-Хосе Стейт» (1985–1988).
1988 року був обраний у першому раунді драфту НБА під загальним 18-м номером командою «Сакраменто Кінґс».
Професійну кар'єру розпочав 1988 року виступами за тих же «Сакраменто Кінґс», захищав кольори команди із Сакраменто протягом усієї історії виступів у НБА, яка налічувала один сезонів.

## Особисте життя
Беррі був одружений, мав сина.

## Смерть
14 серпня 1989 року Беррі був знайдений мертвим від вогнепального поранення, яке він сам собі наніс, у своєму будинку в Кармайклі. Напередодні в нього була суперчка із дружиною. На місці події знайшли передсмертну записку, в якій він написав, що дружина його не кохає та користується ним.

## Статистика виступів

### Регулярний сезон
| Сезон   | Команда            | GP | GS | MPG  | FG%  | 3P%  | FT%  | RPG | APG | SPG | BPG | PPG  |
| ------- | ------------------ | -- | -- | ---- | ---- | ---- | ---- | --- | --- | --- | --- | ---- |
| 1988–89 | «Сакраменто Кінґс» | 64 | 21 | 22.0 | .450 | .406 | .789 | 3.1 | 1.3 | .6  | .3  | 11.0 |